# Der Stürmer

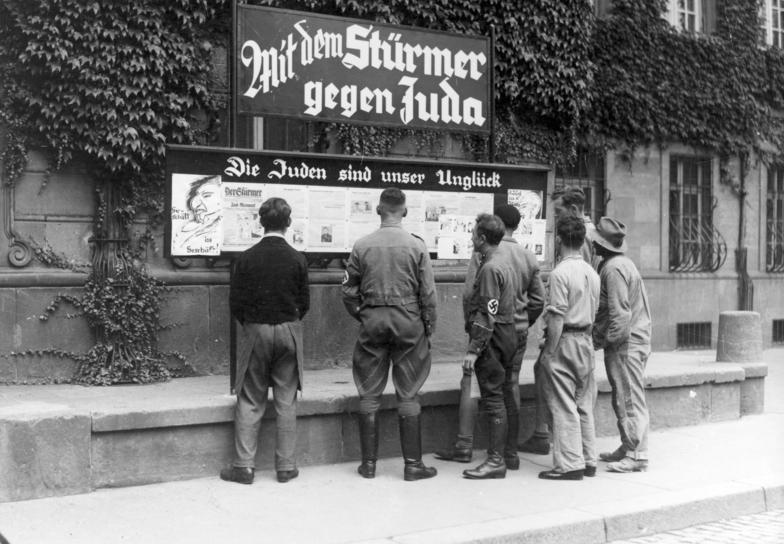
Några män läser Der Stürmer vid en Stürmerkasten, en sorts offentlig anslagstavla där allmänheten utan kostnad kunde läsa tidningen.

Der Stürmer ("stormaren", "anfallaren") var en antisemitisk och nazistisk veckotidning som utgavs i Tyskland från 1923 och fram till slutet av andra världskriget år 1945. Tidningen utgavs av Julius Streicher, en av Nazitysklands mest kända nazistledare och vän till Adolf Hitler. Han var även redaktör för tidningen mellan år 1923 och 1943.
Der Stürmer var stundtals grovt och ohämmat antisemitisk i sin hatpropaganda mot judar. Längst ned på varje förstasida av Der Stürmer stod slagordet Die Juden sind unser Unglück! ("Judarna är vår olycka!").
Materialet i Der Stürmer utgjordes till stor del av tecknade serier. Tidningen är kanske mest känd för sina grovt antisemitiska och stereotypa karikatyrbilder på judar, som ibland hade närmast pornografiska inslag. Judiska personer avbildades i regel som groteskt fula och feta människor med kraftigt överdrivna ansiktsdrag, då speciellt med abnormt stora krokiga näsor.
Tidningen var en viktig del av nazisternas propagandamaskineri. Tidningens råa hets gjorde den dock kontroversiell bland delar av det nazistiska ledarskapet, som visserligen inte vände sig mot det antisemitiska budskapet i sig, men föredrog att ge det en mer respektabel fasad. Hermann Göring och Hitlerjugends ledare Baldur von Schirach förbjöd tidningen inom sina verksamhetsområden. Många andra ledande nazister stödde däremot tidningen, inklusive Heinrich Himmler och Robert Ley.
Under Der Stürmers första år var upplagan blygsam och låg omkring ett par tusen exemplar. Den ökade successivt och uppgick under 1938 till drygt 500 000 exemplar.